# Liesvesi
Liesvesi är en sjö i Finland. Den ligger i kommunen Konnevesi i landskapet Mellersta Finland, i den centrala delen av landet, 270 km norr om huvudstaden Helsingfors. Liesvesi ligger 90,3 meter över havet. Den är 20,7 meter djup. Arean är 13,99 kvadratkilometer och strandlinjen är 71,28 kilometer lång. Sjön  ingår i Kymmene älvs huvudavrinningsområde.   I omgivningarna runt Liesvesi växer i huvudsak blandskog. Den sträcker sig 6,1 kilometer i nord-sydlig riktning, och 6,4 kilometer i öst-västlig riktning.
I övrigt finns följande i Liesvesi:
- Ämmänsaari (en ö)
- Tuomarisaari (en ö)
- Kalliosaari (en ö)
- Luosaari (en ö)
- Raviosaari (en ö)
- Mustasaari (en ö)
- Pukkisaari (en ö)
- Säynätsaari (en ö)
- Jussinsaari (en ö)
- Kirvessaari (en ö)
- Pesiäissaari (en ö)
- Haukisaari (en ö)
- Puttolansaari (en ö)
- Uokonsaari (en ö)
- Majasaari (en ö)